# Pentóxido de yodo
El pentóxido de yodo es el compuesto químico de fórmula I2O5. Este óxido de yodo es el anhídrido del ácido yódico, por lo que también recibe el nombre, según la nomenclatura clásica, de anhídrido yódico. Es producido por la deshidratación del ácido yódico a 200 °C en una corriente de aire seco:
{\displaystyle {\ce {2HIO3 -> I2O5 + H2O}}}

## Estructura
El I2O5 se dobla con un ángulo I-O-I de 139.2°, pero la molécula no tiene plano de simetría, por lo que su simetría no es C2v. Las distancias terminales I-O son de 1.80 Å y las distancias de transición I-O son de 1.95 Å.

## Reacciones
El pentóxido de yodo oxida fácilmente el monóxido de carbono a dióxido de carbono a temperatura ambiente:
{\displaystyle {\ce {5CO + I2O5 -> I2 + 5CO2}}}
Esta reacción puede usarse para analizar la concentración de CO en una muestra gaseosa.
El I2O5 forma sales yodilo, [IO2+], con SO3 y S2O6F2, pero las sales yodosil, [IO+], con ácido sulfúrico concentrado.